# Jan Josef Dietzler
Jan Josef Dietzler, Johann Joseph Dietzler, též Johann Joseph Carl Ditzler (1694 Praha – 16. dubna 1744, Praha) byl pražský malíř, kreslíř a kartograf vrcholného a pozdního baroka.

## Život
O jeho životě je málo známo. Pracoval jako zemský přísežný geometr, tedy technický kreslič, při Deskách zemských na Pražském hradě, jezdil za náměty vedut také po Čechách.

## Dílo
Věnoval se malbě a kresbě, kreslil plány a veduty měst a jejich částí, architekturu a krajinomalbu. V letech 1720-1743 prováděl systematickou a technicky dokonalou kresebnou dokumentaci areálu Pražského hradu a Malé Strany, často z neobvyklých stanovišť na střechách domů či ve věžích. Je cenná zejména tím, že dokládá stav před a během ničení staveb francouzskou a saskou okupační armádou v letech 1741 – 1742, a také před pruským bombardováním z roku 1757.
Dále kreslil návrhy architektury pro slavnostní příležitosti a pro různá umělecká řemesla, například pro korunovace českých králů a královen do Katedrály sv. Víta na Pražském hradě.

### Plány
- Plán Prahy – kresba barevným inkoustem, kolorovaná akvarelem, (1740)
- Hraniční mapa mezi panstvími Rumburk a Česká Kamenice s tzv. Třípanským sloupem, kolorovaná kresba, (1739)

### Veduty
- Cyklus Pražský hrad s katedrálou sv. Víta, zahradami, zvěřincem a krytým mostem přes Jelení příkop (1723 – 1729), kresby tuší; v mědirytech provedl Antonín Birkhardt
- Cyklus Korunovace císařovny Marie Terezie za českou královnu, (1743), v mědirytech provedl Michael Heinrich Rentz
- Pohledy na pražská náměstí
- Břevnovský klášter, Broumovský klášter, Klášter benediktinů Wahlstatt-Lehnické Pole, (1742 – 1748), v mědirytech provedl Antonín Birkhardt
- Cyklus Soukenická manufaktura Valdštejnů v Horním Litvínově, v mědirytech provedl Antonín Birkhardt
- Pohled na město Roudnice nad Labem, kresba, v mědirytu provedl J.F. Leihzelt (1725)
- Pohled na zámek Nelahozeves, mědirytina, kreslil a provedl J.J.Dietzler (1726̟)
- Pohled na Říp (s popiskou Georgsberg), kresba
- Pohled na usedlosti v okolí Bohnic

## Sbírky
Jeho díla jsou zastoupena ve Sbírkách Pražského hradu, Národní galerie v Praze, Muzea hl. města Prahy, Slovenské národní galerie v Bratislavě nebo ve sbírce Patrika Šimona.

## Galerie

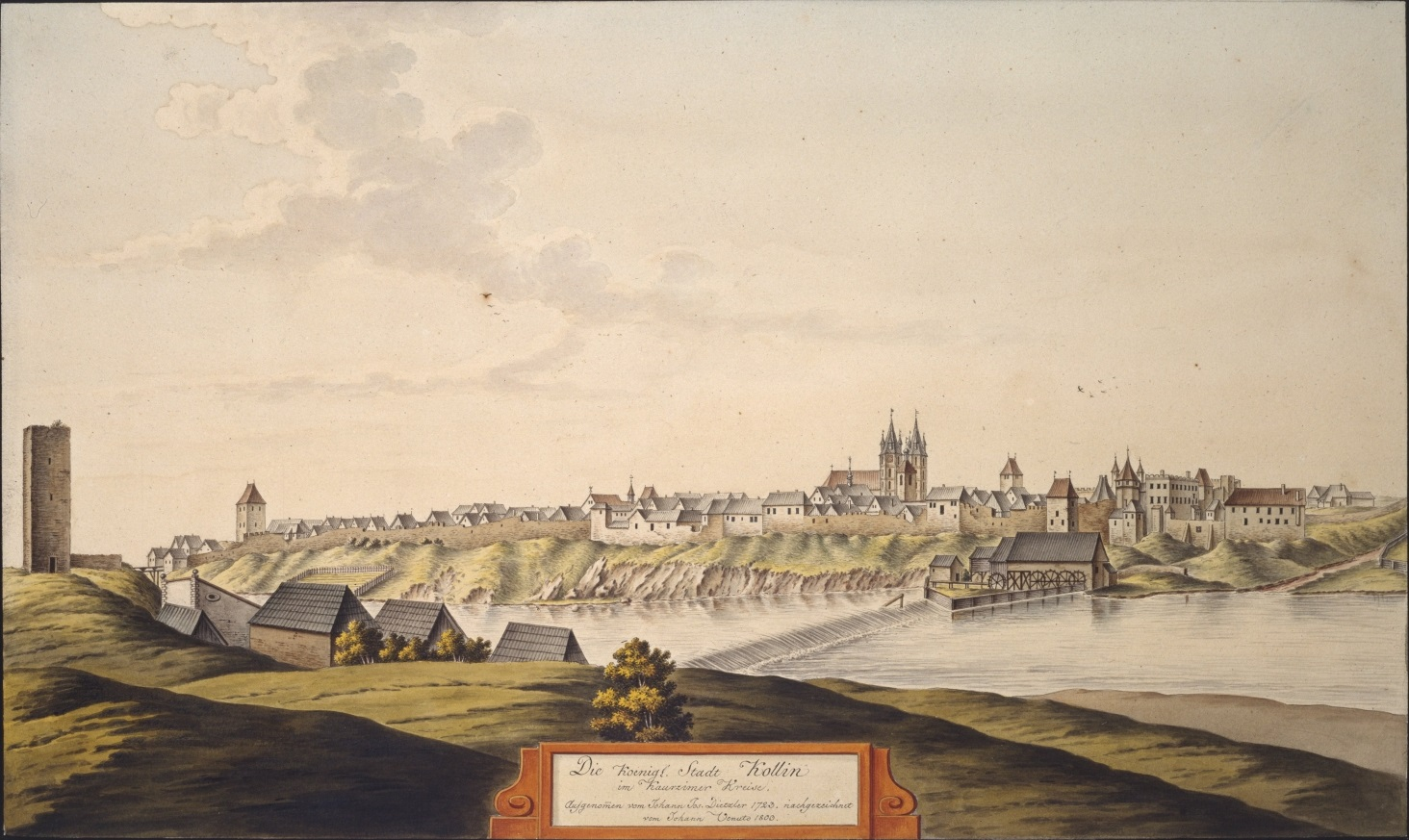
Jan Josef Dietzler – Královské Město Kolín. Zaznamenal Johann Jos. Dietzler v roce 1723
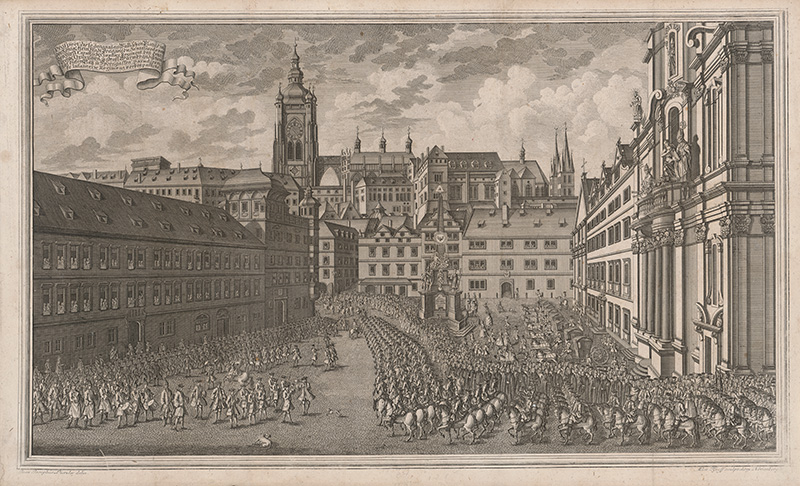
Jan Josef Dietzler – Slavnostní pochod vojsk přes Malostranské náměstí při příležitosti korunovace Marie Terezie na českou královnu v Praze v roce 1743
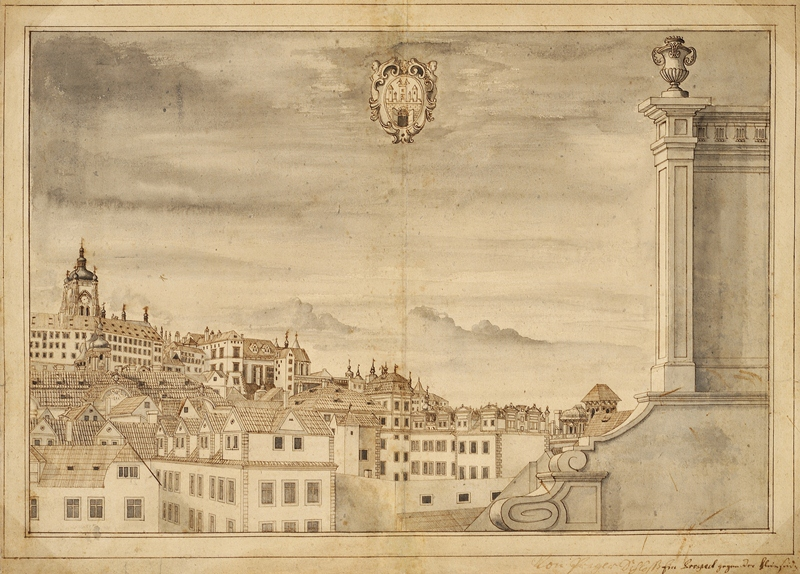
Jan Josef Dietzler – Pohled na Pražský hrad (1720)
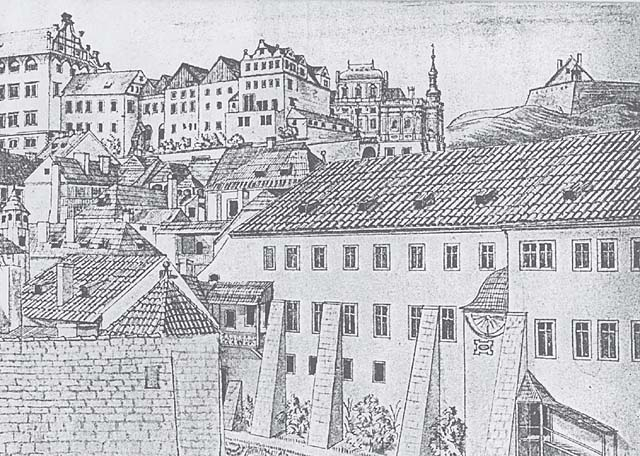
Jan Josef Dietzler – Pohled na část Hradčan a Malé Strany z domu čp. 358/3 – výřez